# El Azifet
El Azifet (arabische Schrift: العازفات, Die Musikerinnen) ist das erste Frauen-Orchester der klassischen arabischen Musik. Es wurde 1992 von der Tunesierin Amina Srarfi gegründet und wird heute noch von ihr geleitet.
Die Frauen gelten als tunesische Botschafterinnen der arabisch-andalusischen Musik. Die Gruppe besteht aus 12 bis 15 Chorsängerinnen, aber keinen Solistinnen, sowie Instrumentalistinnen, welche Violine die Laute Oud, das Kanun, Nay, Darbuka, Tar und Kontrabass und gelegentlich das Klavier spielen.
Im Gegensatz zum Tunesischen Radio und zum Institut La Rachidia wird El Azifet nicht vom Staat subventioniert. Die Gruppe präsentiert klassische Stücke aus tunesischer, nahöstlicher oder andalusischer Überlieferung, die sie frisch arrangiert und neu mit Flamenco-, Rumba-, Tango- oder Walzer-Rhythmen unterlegt. Ebenfalls zur Aufführung gelangt die französisch-tunesische Musik der 1920er und 1930er Jahre und die Chansons von Cheikh El Afrit et Habiba Msika.
Das Orchester widmet sich der Erforschung des Kulturerbes, seine Originalität besteht in der Auswahl der Stücke, die es aus der Vergessenheit holt und in aktualisierter Form dem Feuer der Bühne aussetzt. Daneben hat die Gruppe gesellschaftliche Motive. Nach Amina Srarfi will die Gruppe zeigen, dass die muslimischen Frauen die gleiche Arbeit wie Männer ausüben können und diese dabei in der Qualität der Ausführung sogar übertreffen und dass es ihnen gelingen kann, unabhängig von den Männern Erfolg zu haben.
El Azifet hat seine Kunst auf Konzertreisen an renommierten Orten der ganzen Welt vorgestellt.